# نوار ابزار

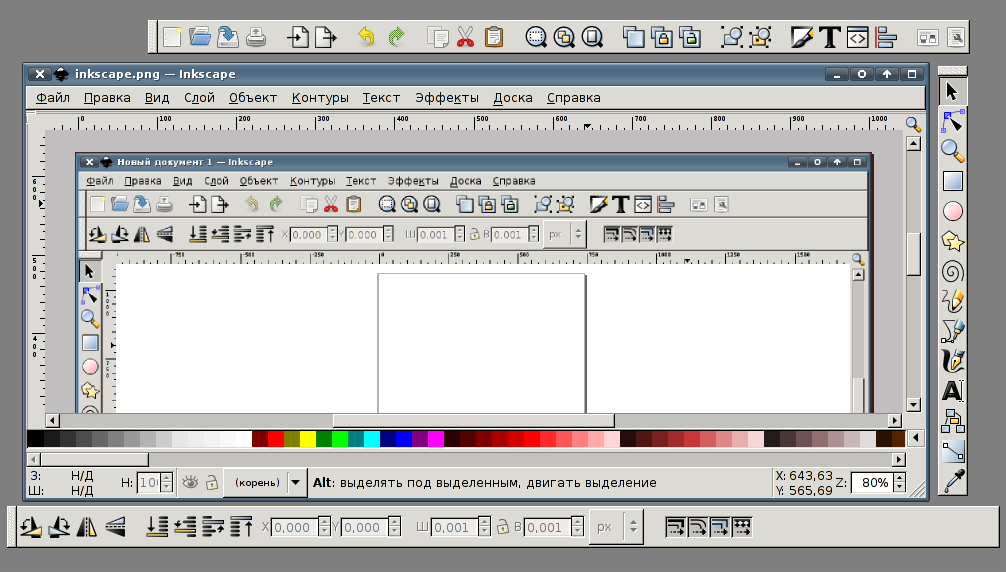
برخی از نوار ابزار برای مثال نرم‌افزارهای ویرایشگر گرافیکی دارای یک نوار ابزار شامل ابزار مختلف آن نرم‌افزار هستند.

نوار ابزار یا تولبار (به انگلیسی: Toolbar) یک نوار ابزار است که معمولاً در بالای صفحه‌های کامپیوتر، نرم‌افزارها و بعضی از سایت‌ها دیده می‌شود. این نوار ابزار شامل چند ابزار می‌شود که کاربر را یا به صفحهٔ خاصی می برد یا در آن جا می‌توان از آن ابزار استفاده کرد. نوار ابزار گوگل یکی از شاخص‌ترین نوار ابزارهاست.